# Prinzenhaus (Hannover)

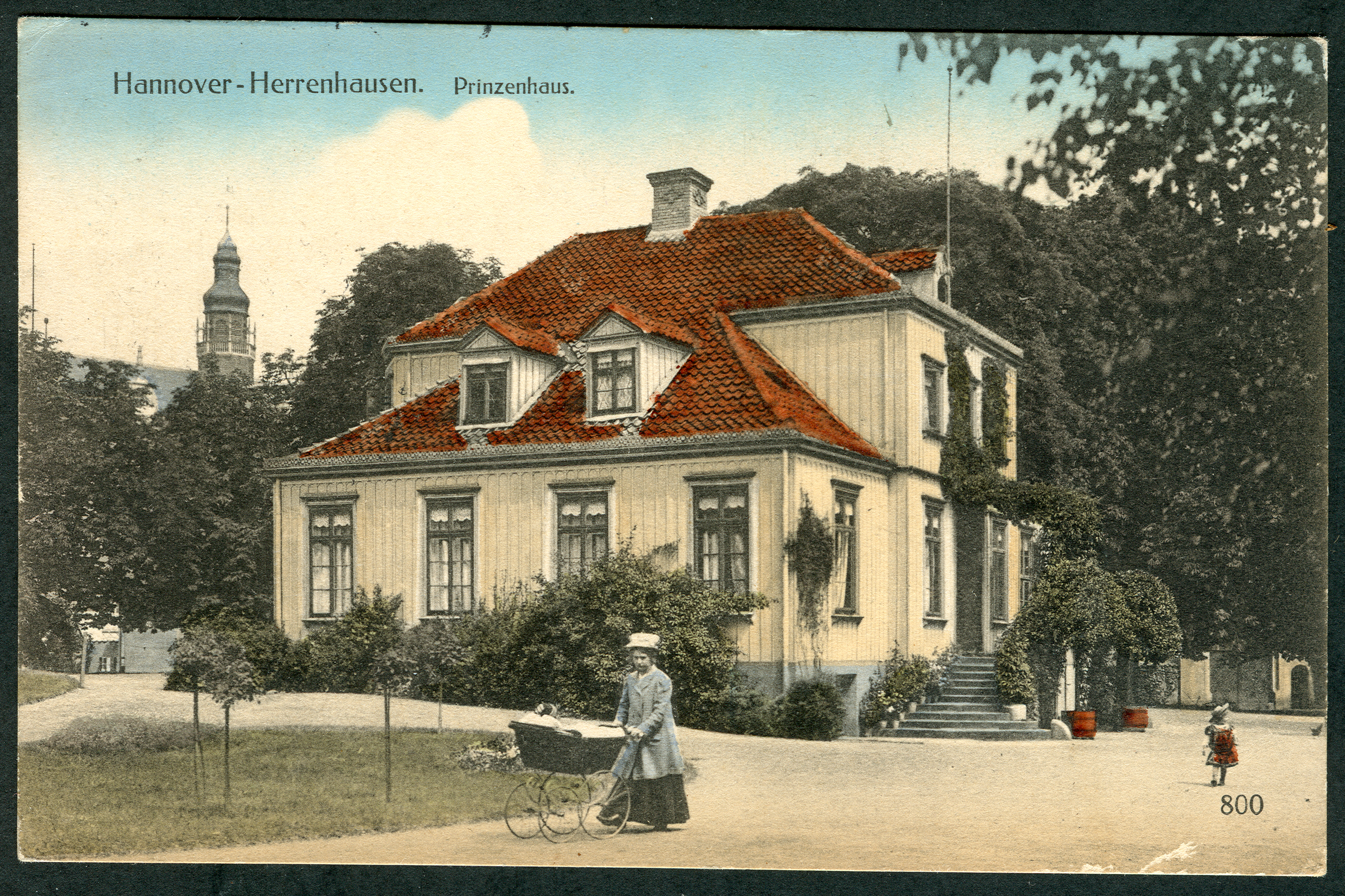
Das Prinzenhaus im Prinzengarten, im Hintergrund das Chemische Institut der (heutigen) Leibniz Universität Hannover;
fälschlicherweise mit dem Standort Herrenhausen übertitelt: kolorierte Ansichtskarte Nr. 800, anonymer Fotograf, um 1900

Das Prinzenhaus in Hannover war ein ursprünglich Anfang des 18. Jahrhunderts errichtetes, 1861 in die Nordstadt versetztes Lusthaus. Bei den Luftangriffen der Alliierten 1943 wurde es zerstört.

## Geschichte
Nach der Erhebung des Fürstentums Calenberg zum nunmehrigen Kurfürstentum Hannover erteilte der damalige Kurfürst Georg Ludwig, der später als Georg I. die Personalunion zwischen Großbritannien und Hannover begründete dem Baumeister Brand Westermann den Auftrag zum Bau eines Lusthauses für die jüngere Schwester der Gräfin Klara Elisabeth von Platen, die Maria Katharina von Weyhe, verwitwete v. d. Busche, nun die Ehefrau des Generalleutnants von Weyhe. Das im Volksmund bald „Weyhen Löbe“ genannte Gebäude wurde in den Jahren 1705 bis 1706 zunächst auf einer Bastion der Stadtbefestigung Hannovers errichtet, auf der ehemaligen Wallanlage hinter dem damaligen „Reithaus“ nahe dem Steintor. Eine von dem Maler und Kupferstecher gefertigte „Ansicht in der Contrescharp zwischen dem Clever und Stein Thor“ zeigt das Gebäude in der Mitte der Bastion „[...] östlich der Cavalierbrücke“.
Zur Zeit des Königreichs Hannover konnte der Naturhistorische Verein das Haus in den Jahren 1847 bis 1850 nutzen. Im Zuge der Errichtung des Welfenschlosses für die Familie von König Georg V. kam das Areal westlich des Welfengartens mutmaßlich um 1860 ebenfalls in den Besitz der Welfen. Die beiden Grünanlagen waren anfänglich durch eine Mauer und eine Allee aus Kastanienbäumen voneinander getrennt, und an das Ende der Allee ließ König Georg V. 1861 nun das ehemals Haus „Weyhen Löbe“ genannte Gebäude translozieren, zur Erinnerung an seine Mutter Friederike von Mecklenburg-Strelitz. Die nach Planungen des Gartenkünstlers Franz Christian Schaumburg in vereinfachter Form als „schlichter Naturgarten“ ausgeführte neue Parkanlage wurde nun bald „Prinzengarten“ genannt, ähnlich wie das hierher versetzte „Prinzenhaus [...], weil es früher den Schwestern und späteren Königinnen Luise von Preußen und Friederike von Hannover in ihrer Kindheit als Wohnort“ gedient hatte. Das Prinzenhaus der ehemaligen Prinzessinnen blieb dann allerdings zunächst unbewohnt, bis 1866, dem Jahr der Schlacht bei Langensalza, nach dem das Königreich Hannover durch Preußen annektiert und dann zur [preußischen] Provinz Hannover erklärt wurde.

## Baubeschreibung
In das Hochparterre des holzverschalten, eingeschossigen und vergleichsweise bescheidenen Gebäudes aus dem Zeitalter des Barock führte vor dem Haupteingang vor der „S-Front“ eine zweiarmige Freitreppe, während die Fensterfront des Gartensaals nach Norden ausgerichtet war.